# Thermotoga
Thermotogales es  un género bacilar de bacterias de la clase y philum thermotogales en el que sus bacterias están envueltas en una membrana externa de la célula (“toga”). Son gran negativos que reducen el azufre. Las enzimas de Thermotoga se sabe que son activas a temperaturas muy altas, lo que le confiere estabilidad a esas temperaturas. Thermotogales es extremadamente termoestable y por lo tanto útil para muchos procesos industriales por ejemplo en sectores alimenticios. Son bacterias anaerobias, con diversos grados de tolerancia al oxígeno, quimioorganotrofo , y además tiene organismo fermentativo que cataboliza azúcares y polímeros como el almidón para producir lactato, acetato, CO2 y H2 como productos de su fermentación.